# 異星進化
異星進化（いせいしんか）は、現実的な地球外生命体の進化や生態系を題材にした、思弁進化の主要なジャンルの1つ。ブログ Furahan Biology のような、地球外生命体に焦点を当てた思弁進化作品では、現実的な科学原理が用いられて仮説的な地球外生命体のバイオメカニクスが記載されている。一般には宇宙生物学（英語では "astrobiology" や "xenobiology" あるいは "exobiology"）という用語で認識されるが、これらの用語は思弁進化とは大きく関連しない実際の科学分野のことを指す。宇宙生物学における20世紀の研究では、地球外生命体に関する定式が提唱されることもあった。天体物理学者のカール・セーガンとエドウィン・サルピーターは、木星のような巨大ガス惑星の大気に生息できる捕食性・浮遊性・沈降性生物からなる生態系を思索し、1976年に学術論文を発表した。
異星人の可能性を探求しているアーティストと作家が、互いに同様のアイディアを別個に思いつくことがあるが、これは多くの場合、同じ生物学的プロセスやアイディアを研究していることが原因である。このようなケースは「収束的思弁」(convergent speculation)と呼ばれることがあり、収束進化という科学的な考え方に似ている。

## 主な作品
地球外生命体に焦点を当てた思弁生物学では、生命形態は地球と極めて異なる惑星に生息するためのデザインがなされることが多い。このような場合、天文学や化学および物理法則といった問題は、通常の生物学的原則と同じように考慮すべき重要な要素となってくる。そのようなシナリオに基づき、非常にエキゾチックな環境を探索する作品が描かれている。例えば、ロバート・L・フォワードの1980年のハードSF小説『竜の卵』では、中性子星の生命の物語が生み出され、鉄の蒸気に包まれた高さ5 - 100ミリメートルの山脈が連なる強い重力の高エネルギー環境が描写された。中性子星が冷却されて安定した化学が発達すると、生命は極めて急速な進化を遂げた。フォワードは、人間よりも100万倍速い時間の中で生きるチーラの文明を空想した。
おそらく最も著名な仮説的地球外生態系の思弁作品は、架空の惑星ダーウィンIVを探索するウェイン・バロウの1990年の著書『Expedition』であろう。『Expedition』は人類と知的異星人からなるチームが率いた24世紀の惑星遠征の報告として執筆され、絵と叙述的テキストが使用されて完全に現実的な地球外生態系が描写されている。後にバロウはこの本のテレビ版である『エイリアン プラネット』（2005年）のエグゼクティブ・プロデューサーに起用された。『エイリアン プラネット』ではダーウィンIVの探索は代わりに探査ロボットが行い、惑星の生態系を詳細に説明するパートはミチオ・カクやジャック・ホーナーおよびジェームズ・B・ガービンといった科学者へのインタビューで行われた。
地球外生命体に焦点を当てた他の思弁進化の例には、ドゥーガル・ディクソンの2010年の小説『グリーンワールド』、BBC Two とディスカバリーチャンネルの1997年のテレビスペシャル Natural History of an Alien、チャンネル4とナショナルジオグラフィックの2005年のテレビ番組『E.T.の住む星』がある。またそれだけでなく、C・M・コセメンの "Snaiad" やゲルト・ヴァン・ダイクの "Furaha" といった、ウェブを拠点としたアーティストのプロジェクトでも地球外惑星の生物圏が描かれている。
SFを通して、地球外生命体の思弁進化は大衆文化における強力な存在を得た。映画『エイリアン』（1979年）に登場したエイリアンは特に卵から寄生性の幼体を経てゼノモーフへ至る一連の生活環が、生物学における寄生バチの現実の修正に基づいていると考えられている。さらに、H・R・ギーガーがデザインしたエイリアンは昆虫・棘皮動物・化石ウミユリの特徴を取り込んでいる。コンセプト・アーティストのロン・コッブは生体防御機構として酸性の血液を提案した。ジェームズ・キャメロンの2009年の映画『アバター』は完全にオリジナルの架空の生物圏を構築し、思弁的地球外生物の種も登場した。これには生物形態が科学的にもっともらしくなるよう専門家チームが助力した。この映画の生物は翼竜・ミクロラプトル・ホホジロザメ・ピューマといった多岐に亘る地球生物の種からインスパイアされており、これらの生物の特徴を組み合わせて地球外生命体の世界が創作された。

## 日本において
上記の作品のうち、『竜の卵』は原語版の出版から2年後にあたる1982年に日本語版が出版された。また、『E.T.の住む星』はイギリスでの放送と同じ2005年に、『エイリアン プラネット』はアメリカでの公開から約3年後の2008年にいずれもNHK教育の『地球ドラマチック』内で放送された。日本展開について特筆すべきは『グリーンワールド』で、本作は世界に先駆けて日本語版が発売された後、他の原語版が発売されていない。すなわち海外の著者でありながら日本語版のみ発売されていることになる。
2019年6月にはNHK総合『NHKスペシャル』枠で放送された『スペース・スペクタクル』第一集にて、赤色の光合成生物や両生類のような姿をした動物型の生物などの生物圏が描写された。第一集は地球外生命体の生息可能性をテーマにしていた。